# Sekadau (Regierungsbezirk)
Sekadau ist ein indonesischer Regierungsbezirk (Kabupaten) in der indonesischen Provinz Kalimantan Barat. Mitte 2024 leben hier genau 223.500 Menschen. Der Verwaltungssitz des Kabupaten Sekadau ist der gleichnamige Ort in der Mitte des Bezirks, am Fluss Kapuas und an der Verbindungsstraße (AH 150) zwischen Ngabang (Sangau) und Sintang (Putussibau) gelegen.

## Geographie
Der Bezirk belegt Platz 8 der Flächenstatistik der Provinz und Platz 29 (von 47 Kabupaten) der regionalen Statistik der Region Kalimantan.

### Lage
Der Binnenbezirk Sekadau liegt in der Mitte von Kalimantan Barat und grenzt im Norden und Osten an den Regierungsbezirk Sintang, im Süden an Ketapang sowie im Westen an Sanggau. Er erstreckt sich beidseits des Äquators zwischen 0° 44′ 21,49″ n. Br. und 0° 40′ 50,56″ s. Br. sowie zwischen 110° 33′ 11,21″ und 111° 17′ 47,74″ ö. L.

## Verwaltungsgliederung
Administrativ unterteilt sich Mempawah in 7 Distrikte (Kecamatan) mit 87 Dörfern (Desa) (2013 nur 76). Eine weitere Unterteilung erfolgt in 331 Dusun (2013 nur 326).
| Code 1)  | Kecamatan Distrikt | Ibu Kota Verwaltungssitz | Fläche (km²) | Einw. Zensus 2010 2) | Volkszählung 2020 3) | Volkszählung 2020 3) | Volkszählung 2020 3) | Anzahl der Dörfer 8) |
| Code 1)  | Kecamatan Distrikt | Ibu Kota Verwaltungssitz | Fläche (km²) | Einw. Zensus 2010 2) | Einw. 3)             | 0Dichte 4)0          | Sex Ratio 5)         | Anzahl der Dörfer 8) |
| -------- | ------------------ | ------------------------ | ------------ | -------------------- | -------------------- | -------------------- | -------------------- | -------------------- |
| 61.09.01 | Sekadau Hilir      | Skadau                   | 891,79       | 55.897               | 67.659               | 75,9                 | 104,80               | 17                   |
| 61.09.02 | Sekadau Hulu       | Rawak                    | 854,64       | 24.968               | 29.685               | 34,7                 | 108,42               | 15                   |
| 61.09.03 | Nanga Taman        | Nanga Taman              | 1.069,77     | 25.218               | 27.916               | 26,1                 | 108,97               | 13                   |
| 61.09.04 | Nanga Mahap        | Nanga Mahap              | 1.205,16     | 24.680               | 27.411               | 22,7                 | 110,59               | 13                   |
| 61.09.05 | Belitang Hilir000  | Sungai Ayak              | 723,67       | 20.687               | 24.248               | 33,5                 | 110,71               | 9                    |
| 61.09.06 | Belitang Hulu      | Balai Sepuak             | 1.181,25     | 18.653               | 21.006               | 17,8                 | 47,93                | 13                   |
| 61.09.07 | Belitang           | Nanga Belitang           | 336,79       | 11.531               | 13.634               | 40,5                 | 107,27               | 7                    |
| 61.09    | Kab. Sekadau       | Kab. Sekadau             | 6.263,07     | 181.634              | 211.559              | 33,8                 | 107,80               | 87                   |

## Geschichte
Der Kabupaten Sekadau entstand im Ende 2003 durch Ausgliederung des östlichen Teils (7 Kecamatan) vom Kabupaten Sanggau. Der „Mutterbezirk“ büßte dabei 29,8 Prozent seines Territoriums (5.444,2 von 18.302 km²) und 32 Prozent seiner Einwohner (2003: 168.132 von 525749) ein. Nach der Bildung des neuen Kabupaten blieb die innere Struktur unverändert, lediglich die Zahl der Dörfer erhöhte sich.

## Demographie
Sekadau belegt hinsichtlich der Einwohnerzahl Rang 12 der 14 Verwaltungsebenen in Kalimantan Barat (3,99 %). In der aus fünf Provinzen bestehenden Region Kalimantan bedeutet dies Rang 27 unter den 47 Kabupaten (1,69 Prozent der Regionsbevölkerung). Die Bevölkerungsdichte von 37,0 Einwohnern pro Quadratkilometer entspricht in etwa ders Provinzwerts (38,1), in der Region wird Platz 28 belegt.
Der Frauenanteil variierte zwischen Volkszählungen 2005 und 2020 und zur Fortschreibung 2001 bis 2004 nur geringfügig und hat sich auf 48 rozent gefestigt.
| Religion im Jahr 2020 | Religion im Jahr 2020 | Religion im Jahr 2020 | Religion im Jahr 2020 |
| Religion              | Anzahl                | Anteil (%)            | Gebäude               |
| --------------------- | --------------------- | --------------------- | --------------------- |
| 0Islam                | 83.370                | 38,72                 | 139 8)                |
| Christen insg.        | 130.198 9)            | 60,47                 | 452                   |
| Davon:                |                       |                       |                       |
| Protestanten          | 029.769               | 22,86                 | 149                   |
| Katholiken            | 100.429               | 77,14                 | 303                   |
|                       |                       |                       |                       |
| Buddhisten            | 001.441               | 12,41                 | 3 Vihara              |
| Hindus                | 00007                 | 00,03                 | –                     |
| Konfuzionisten        | 0000300               | 0,14                  | 7 Klenteng            |

| Jahr | Gesamt- Bevölkerung | Männer  | %     | Frauen   | %     | Sex Ratio 5) |
| 2005 | 171.286             | 088.623 | 51,74 | 082.663  | 48,26 | 107,21       |
| 2010 | 181.634             | 093.899 | 51,70 | 0 87.735 | 48,30 | 107,03       |
| 2020 | 211.559             | 109.750 | 51,88 | 101.809  | 48,12 | 107,80       |
| 2021 | 215.787             | 111.926 | 51,87 | 103.861  | 48,13 | 107,77       |
| 2022 | 217.468             | 112.711 | 51,83 | 104.757  | 48,17 | 107,59       |
| 2023 | 221.333             | 114.725 | 51,83 | 106.608  | 48,17 | 107,61       |
| 2024 | 223.500             | 115.912 | 51,86 | 107.588  | 48,14 | 107,74       |

### Soziale Daten 2020
| Merkmal                                                             | Kab. Sekadau | 0Prov. Kalimantan Barat0 |
| ------------------------------------------------------------------- | ------------ | ------------------------ |
| Bevölkerung unterhalb der Armutsgrenze (Tsd.)00                     | 11,90        | 366,77                   |
| Anteil der „armen Bevölkerung“ (indonesisch Penduduk miskin) (%)000 | 05,87        | 007,17                   |
| Arbeitslosenrate (%)                                                | 03,39        | 005,81                   |
| Lebenserwartung bei der Geburt (Jahre)                              | 71,84        | 070,60                   |
| HDI-Index                                                           | 64,76        | 067,66                   |
| Analphabetenrate (in %, 15+ J.)                                     | 07,07        | 000,14                   |
| Anteil der Altersgruppen                                            | 0Real0       | 0Prozentual0             |
| Kinder (<15 J.)                                                     | 054.6130     | 25,81                    |
| arbeitsfähige Bevölkerung (15–64 J.)                                | 146.6410     | 69,31                    |
| Rentner und Pensionäre (>65 J.)                                     | 010.3050     | 04,87                    |

### Aktuelle Daten der Bevölkerungsfortschreibung
Nachfolgende Tabelle gibt den Einwohnerstand nach Geschlecht vom Jahresende 2022 und 2023 sowie zur Jahresmitte 2024 wieder. Er resultiert aus den Ergebnissen der Fortschreibung durch die örtlichen Zivilregistrierungsbüros (Disdukcapil, indonesisch Dinas Kependudukan dan Pencatatan Sipil). Der aktuelle Stand kann in einer interaktiven Karte abgerufen werden.

| Kecamatan      | Zensus 2020 | Jahresende | Jahresende | Jahresende | Mitte 2024 15) | Mitte 2024 15) | Mitte 2024 15) | Mitte 2024 15) | Mitte 2024 15)   | Mitte 2024 15)       |
| Kecamatan      | Zensus 2020 | 2021 12)   | 2022 13)   | 2023 14)   | Gesamt         | männl.         | weibl.         | Fläche 16) km² | Dichte Einw./km² | Sex Ratio 5) M*100/F |
| -------------- | ----------- | ---------- | ---------- | ---------- | -------------- | -------------- | -------------- | -------------- | ---------------- | -------------------- |
| Sekadau Hilir  | 67.659      | 69.184     | 70.560     | 71.934     | 72.689         | 37.141         | 35.548         | 894,90         | 81,2             | 195,71               |
| Sekadau Hulu   | 29.685      | 30.586     | 30.763     | 31.332     | 31.630         | 16.461         | 15.169         | 878,02         | 36,0             | 192,15               |
| Nanga Taman    | 27.916      | 28739      | 28.646     | 29.061     | 29.287         | 15.323         | 13.964         | 1.081,00       | 27,1             | 191,13               |
| Nanga Mahap    | 27.411      | 27.896     | 27.586     | 27.905     | 28.223         | 14.880         | 13.343         | 966,54         | 29,2             | 189,67               |
| Belitang Hilir | 24.248      | 23.677     | 23.909     | 24.495     | 24.738         | 12.892         | 11.846         | 803,42         | 30,8             | 191,89               |
| Belitang Hulu  | 21.006      | 21.309     | 21.388     | 21.728     | 21.926         | 11.454         | 10.472         | 1.130,91       | 19,4             | 191,43               |
| Belitang       | 13.634      | 14.396     | 14.616     | 14.878     | 15.007         | 7.761          | 7.246          | 282,32         | 53,2             | 193,36               |
| Kab. Sekadau00 | 211.559     | 215.787    | 217.468    | 221.333    | 223.500        | 115.912        | 107.588        | 6.037,11       | 37,0             | 192,82               |